# Romeo (canção de Anitta)
"Romeo" é uma canção da cantora brasileira Anitta, gravada para seu futuro oitavo álbum de estúdio. A canção foi lançada como single em 6 de fevereiro de 2025. A faixa é um reggaeton cantado em espanhol, distribuído pelas gravadoras Floresta Records, Republic Records e Universal Music Latino.

## Antecedentes
Antes do lançamento, Anitta mencionou em uma coletiva de imprensa durante os "Ensaios da Anitta" em Salvador que, atendendo aos pedidos dos fãs, estava preparando um novo reggaeton. Ela afirmou: "A gente vai fazer um reggaeton, que tantos fãs curtem e me pedem. Espero que eles gostem, é um projeto feito justamente com tudo que eles me pediram sempre!".
Em entrevista à ''Elle'', Anitta explicou o conceito por trás do videoclipe e do single. Ao discutir "Romeo", ela afirmou: "Acho que as pessoas esperam que Julieta seja outra pessoa ou uma personagem, mas, na realidade, Julieta é Larissa — sou eu, meu verdadeiro eu, aquele que está dentro e que ninguém vê. Então, as pessoas vão ver as duas versões de mim no videoclipe, que é o criador e a criatura, e acho que esse é um conceito realmente lindo e uma extensão de todo o trabalho que estou fazendo."
Quando questionada se esse lançamento marcaria o início de um novo álbum, Anitta respondeu: "Sim. Essa é a ideia do conceito de [esse] momento totalmente novo da minha vida e da minha carreira. … Eu tenho outro lado que não tive coragem de mostrar até agora."
A canção foi lançada em 6 de fevereiro de 2025 e distribui a proposta de um reggaeton contemporâneo. A faixa, que se caracteriza por sua batida reggaeton e letra inteiramente em espanhol, marca a aposta da artista em explorar ainda mais o mercado latino.

## Vídeo musical
O videoclipe de "Romeo" foi lançado simultaneamente com a música em 6 de fevereiro de 2025. Nele, Anitta interpreta a personagem Romeu, vestindo uma armadura prateada e asas emplumadas, enquanto Julieta é representada por Larissa, nome de nascimento da cantora, em uma versão mais introspectiva. O vídeo apresenta uma releitura moderna da clássica história de "Romeu e Julieta".

## Estilo e Produção
"Romeo" adota as características típicas do reggaeton, combinando batidas marcantes e uma produção moderna, com a letra escrita e interpretada em espanhol. A canção incorpora samples de duas faixas:
- "Entre Tú y Yo", de Luny Tunes, Noriega & Don Omar;
- "Perreo Baby", de Hector y Tito.